# Mzimba
Mzimba é um distrito do Malawi localizado na Região Norte. Sua capital é a cidade de Mzimba.

## Governo
Existem doze círculos eleitorais da Assembleia Nacional em Mzimba:
- Mzimba - Central
- Mzimba - Leste
- Mzimba - Hora
- Mzimba - Luwelezi
- Mzimba - Cidade de Mzuzu
- Mzimba - Norte
- Mzimba - Nordeste
- Mzimba - Solora
- Mzimba - Sul
- Mzimba - Sudeste
- Mzimba - Sudoeste
- Mzimba - Oeste

Desde 2009.

## Cidades do distrito de Mzimba
- Mzimba (capital)
- Mzuzu
- Ekwendeni

## Economia
As ocupações mais comuns são a agricultura de subsistência de milho e feijão complementada pelo pastoreio de gado. Além disso, o tabaco é cultivado como uma cultura de dinheiro. Existem atualmente 98 comitês educacionais ativos em Mzimba.

## Demografia
Na época do Censo de 2018 do Malawi, a distribuição da população do distrito de Mzimba por grupo étnico era a seguinte:
- 78,3% Tumbuka
- 9,1% Chewa
- 6,3% Ngoni
- 1,4% Lomwe
- 1,1% Yao
- 1,0% Tonga
- 0,9% Sukwa
- 0,4% Lambya
- 0,3% Nkhonde
- 0,1% Sena
- 0,1% Mang'anja
- 0,1% Nyanja
- 0,8% Outros

## Cultura
O distrito é composto por pessoas de Tumbuka com sua origem Dança Cultural (Vimbuza). E também, descendentes do povo Ngoni da África do Sul com sua Dança Cultural (Ingoma). No entanto, a principal língua falada é o chiTumbuka. A sede do distrito fica em Mzimba. No entanto, a maior cidade é Mzuzu, que também é a sede administrativa da Região Norte do Malawi.
É também o centro do netball no Malawi, o esporte de maior sucesso do Malawi. A maioria dos jogadores da seleção nacional, incluindo a estrela internacional Mwayi Kumwenda nasceu e cresceu em Mzimba.

## História
A história afirma que os Zwangendaba Ngonis foram guerreiros que se estabeleceram no norte do Malawi. No entanto, uma vez que o chefe da família Zwangendaba morreu, seus filhos se reinstalaram no que é hoje o distrito de Mzimba e sete de seus descendentes ainda governam.  Mzimba, que significa corpo humano, foi crivado por apelos para dividir o distrito em três no início de 2016. Cidadãos e algumas autoridades queriam que a província fosse dividida, enquanto o governante principal não era a favor.